# KGW
KGW est une station de télévision américaine située à Portland (Oregon) appartenant à Tegna Inc. et affiliée au réseau NBC.

## Télévision numérique terrestre
| Canal virtuel | Image | Ratio | Programmation                      |
| ------------- | ----- | ----- | ---------------------------------- |
| 8.1           | 1080i | 16:9  | Programmation principale KGW / NBC |
| 8.2           | 480i  | 16:9  | Justice Network (en)               |
| 8.3           | 480i  | 16:9  | Quest (en)                         |

## Antennes
- K17HA canal 17 Astoria
- K50FD canal 50 Baker City
- K48MP-D canal 48 Albany/Corvallis
- K36HV canal 36 Enterprise/Wallowa
- K35HU-D canal 35 Grays River (Washington)
- K34KE-D canal 34 Hood River
- K26FV canal 26 La Grande
- K46FL canal 46 Milton-Freewater/Walla Walla, WA
- K29AZ-D canal 29 Newport/Lincoln City
- K36DP canal 36 Pendleton/Hermiston/Umatilla
- K46AK-D canal 46 Prineville
- K48MA-D canal 48 Rainier/Longview, WA
- K44AV-D canal 44 Rockaway Beach
- K25KS-D canal 25 The Dalles
- K64AO canal 40 Sisters/Black Butte Ranch
- K28MJ-D canal 28 Tillamook